# Philip Mallory
Philip Rogers Mallory (1885-1975) est un des développeurs de la pile au mercure et le fondateur de l'entreprise Duracell. 

## Carrière
Ses parents sont Cora Pynchon et Henry Rogers Mallory, fils de Charles Henry Mallory. Son frère et sa sœur sont Clifford Day Mallory et Cora Pynchon Mallory. Philip Mallory a été étudiant à l'Université Yale et l'Université Columbia.
Alors que sa famille fait des affaires dans le domaine maritime, Philip Mallory fonde sa propre manufacture de câbles et de filaments de tungstène. 
En 1942, Samuel Ruben et Mallory développent une pile au mercure qui est considérée comme une avancée importante dans le domaine de la fabrication des piles.
L'entreprise de Mallory s'appelle au départ The P. R. Mallory Company. Il fonde la marque Duracell en 1964 après plusieurs acquisitions de concurrents sur le marché des piles.